# Маршал Блюхер (тип речных судов)

Буксир-толкач «Маршал Блюхер».

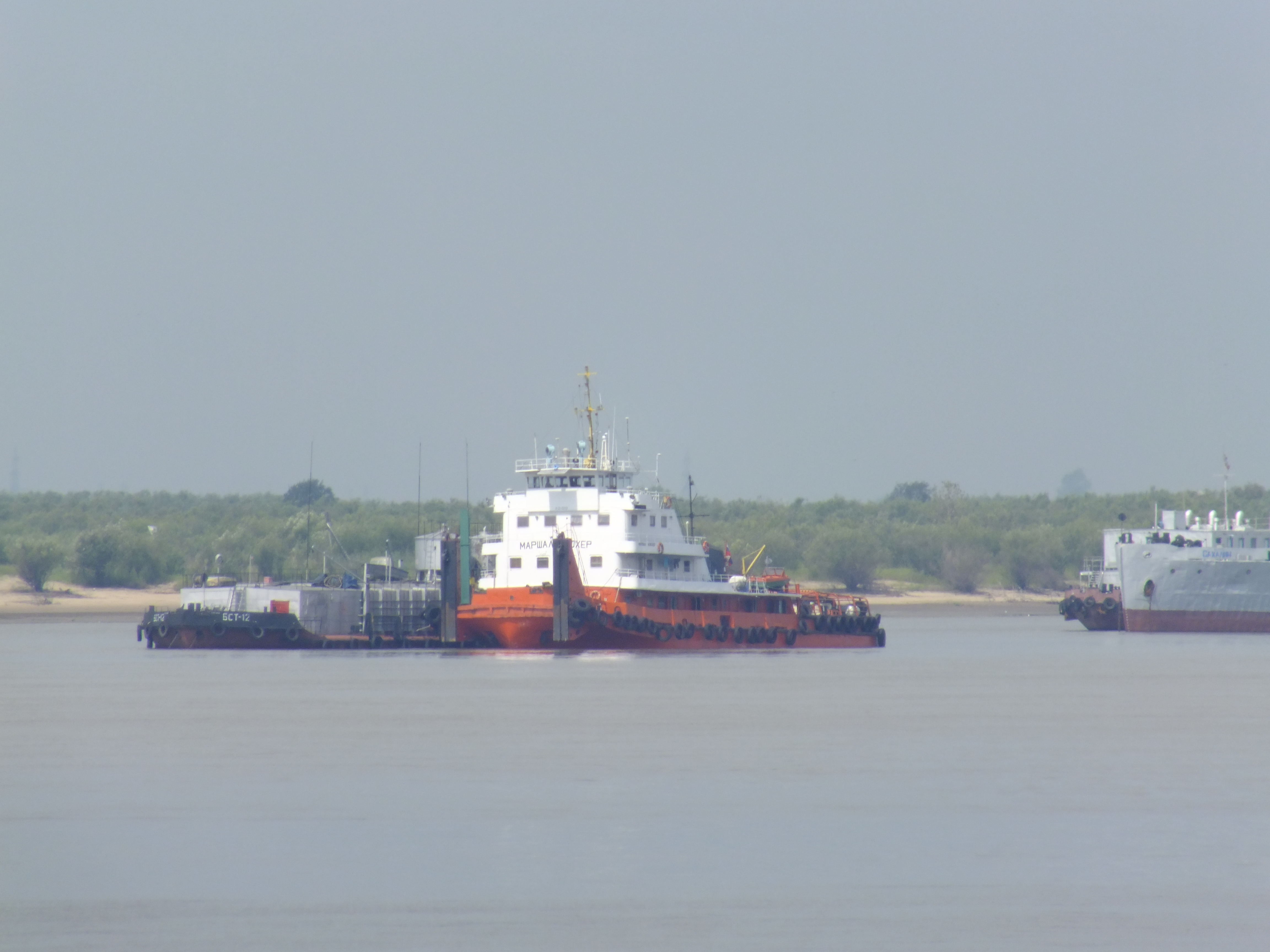
Новый буксир «Маршал Блюхер», Амурское речное пароходство.

Маршал Блюхер, ОТ 4000 — серия из трёх линейных больших речных буксиров-толкачей проекта 947, включавшая в себя суда «Маршал Блюхер» (головное судно), «Маршал Тухачевский», «Юбилейный». Самые крупные буксиры-толкачи в СССР. Мощность главных двигателей — 4000 л. с. Строились на Рыбинском судостроительном заводе в 1970 и 1971 годах. В конце 1990-х — начале 2000-х годов все суда серии были списаны. Головное судно серии было списано последним в 2002 году. Ржавые и частично разобранные остовы судов по состоянию на 2008 год находились в затонах посёлка Октябрьский Борского района Нижегородской области («Маршал Блюхер») и Астраханского судоремонтного завода («Маршал Тухачевский», «Юбилейный»). Использовались для толкания составов из 4-х сухогрузных или нефтеналивных барж водоизмещением каждой баржи до 9000 т (водоизмещение состава — до 36 000 т).
Отличительное особенностью судна является наличие гидротрансформаторов в приводах гребных винтов. Такое решение позволило теплоходу-гиганту без использования винтов регулируемого шага (что на речном судне реализовать затруднительно) полноценно использовать всю мощность двигателей при разгоне тяжелого состава с места. На головном судне изначально стояли неблокируемые гидротрансформаторы поэтому к.п.д. силовой установки при равномерном движении оказывался ниже, чем у буксиров с прямой передачей. Позже были применены блокируемые гидротрансформаторы.